# Shiny Entertainment
Shiny Entertainment — издатель и разработчик видеоигр, основанный в Лагуна-Бич (штат Калифорния), Дэвидом Перри в октябре 1993 года. Самые популярные игры Shiny — это Earthworm Jim, MDK, Sacrifice и The Matrix: Path of Neo.

## История
Компания была основана 1 октября 1993 года Дэвидом Перри, выходцем из Virgin Interactive. 12 октября 1994 года Shiny выпустила свою первую игру — платформер Earthworm Jim для консоли Sega Mega Drive. В 1995 году вышло продолжение — Earthworm Jim 2, имевшее более сильный, нежели первая часть, уклон в квесты. В апреле 1997 года вышел фантастический шутер от третьего лица MDK. После этого были выпущены игры Wild 9 и R/C Stunt Copter.
Летом 1997 года несколько ведущих сотрудников покинули студию и основали собственную Planet Moon Studios.
В 2000 году вышло очередное значительное творение Shiny — Messiah — антиутопическая сказка, проникнутая жёстким сарказмом и юмором. В том же году вышла RTS/RPG Sacrifice, получившая множество положительных отзывов и ставшая первой и последней игрой Shiny, ориентированной на мультиплеер.
В 2002 году компания Interplay, издатель и владелец Shiny, продала её Infogrames вместе с правами на издательство находившегося на тот момент проекта по киновселенной «Матрица» за 47 млн долларов. Проект, получивший название Enter the Matrix, вышел 15 мая 2003 года, вместе с премьерой «Матрица: Перезагрузка». Вслед за Enter the Matrix в 2005 году была выпущена ещё одна игра по «Матрице» — The Matrix: Path of Neo.
В феврале 2006 года Atari (новое имя Infogrames) объявила о реструктуризации и продаже Shiny, и основатель Дэвид Перри покинул студию. В октябре 2006 года Atari продала Shiny компании Foundation 9 Entertainment, в составе которой была разработана игра The Golden Compass. Позже компания вместе с «The Collectivе» была объединена в Double Helix Games.

## Игры компании
| Год  | Название                                             |
| ---- | ---------------------------------------------------- |
| 1994 | Earthworm Jim                                        |
| 1995 | Earthworm Jim 2                                      |
| 1997 | MDK                                                  |
| 1998 | Wild 9                                               |
| 1999 | R/C Stunt Copter                                     |
| 2000 | Messiah                                              |
| 2000 | Sacrifice                                            |
| 2003 | Enter the Matrix                                     |
| 2003 | Terminator 3: Rise of the Machines (доп. разработка) |
| 2005 | The Matrix: Path of Neo                              |
| 2007 | The Golden Compass                                   |